# João Victor (calciatore 1988)
João Victor de Albuquerque Bruno (Olinda, 7 novembre 1988) è un calciatore brasiliano, centrocampista svincolato.

## Carriera

### Club
Dopo varie parentesi in club minori, passa al Maiorca insieme al connazionale Edson Ramos Silva, giocando nella seconda squadra. Il 26 agosto 2010 il Maiorca ha confermato entrambi con cinque anni di contratto.

### Nazionale
Ha giocato nella nazionale brasiliana Under-19.

## Palmarès

### Club

#### Competizioni nazionali
- Campionato uzbeko: 2

Bunyodkor: 2009, 2010
- Coppa dell'Uzbekistan: 1

Bunyodkor: 2010
- Indian Super League: 1

Hyderabad: 2021-2022